# Max Thomas
Max Thomas (24 marzo 1874 – St. Louis, 3 giugno 1929) è stato un ginnasta e multiplista statunitense.

## Carriera
Thomas partecipò ai Giochi olimpici di Saint Louis 1904 nelle gare di triathlon e ginnastica. Giunse novantanovesimo nel concorso generale individuale, trentaquattresimo nel triathlon e centosedicesimo nel concorso a tre eventi.